# Филип I (Шаумбург-Липе)
Вижте пояснителната страница за други личности с името Филип I.
Филип фон Шаумбург-Липе-Алвердисен (на немски: Philipp I von Schaumburg-Lippe-Alverdissen; * 18 юли 1601 в дворец Браке при Лемго; † 10 април 1681 в Щадтхаген) от фамилията Липе е от 1613 до 1640 г. граф на Липе-Алвердисен и от 1647 до 1681 г. граф на Шаумбург-Липе. Той е прародител на род Шаумбург-Липе.
Той е най-малкият син на граф Симон VI фон Липе (1555 – 1613) и втората му съпруга графиня Елизабет фон Холщайн-Шаумбург (1566 – 1638), дъщеря на граф Ото IV фон Холщайн-Шаумбург и Елизабет Урсула фон Брауншвайг-Люнебург. Най-големият му брат е граф Симон VII фон Липе (1587 – 1627).
След смъртта на баща му той получава през 1613 г. като апанаж Липероде и Алвердисен. През 1640 г. наследява от сестра си, графиня Елизабет фон Холщайн-Шаумбург (тя е майка на последния граф фон Шаумбург, Ото V, † 15 ноември 1640), една част от Графство Шаумбург с амтите Щадтхаген, Бюкебург, Аренсбург и Хагенбург. Оттогава тази територия има името Графство Шаумбург-Липе. Столицата на Шаумбург-Липе е Бюкебург.
Филип фон Шаумбург-Липе-Алвердисен умира на 10 април 1681 г. на 79 години в Бюкебург, Шаумбург, Долна Саксония и е погребан в мавзолея в Щатхаген. Наследен е от син му Фридрих Кристиан.

## Фамилия
Филип се жени през 1644 г. в Щадтхаген за ландграфиня София фон Хесен-Касел (* 12 септември 1615; † 22 ноември 1670), дъщеря на ландграф Мориц фон Хесен-Касел и втората му съпруга Юлиана фон Насау-Диленбург. Те имат децата:
- Елизабет (*/† 1646)
- Елеонора София (* 1648; † 1671), неомъжена
- Йохана Доротея (* 1649; † 1697)

∞ 1664 граф Йохан Адолф фон Бентхайм-Текленбург (1637 – 1704)
- Хедвиг Луиза (* 1650; † 1731)

∞ 1676 херцог Август фон Шлезвиг-Холщайн-Зондербург-Бек (1652 – 1689)
- Вилхелм Бернхард (*/† 1651)
- Елизабет Филипина (* 1652; † 1703)

∞ 1680 граф Филип Кристоф фон Бройнер († 5 април 1708)
- Шарлота Юлиана (* 1654; † 1684)

∞ 1676 граф Ханс Хайнрих фон Куефщайн (1643 – 1687)
- Фридрих Кристиан (* 1655; † 1728)

∞ 1691 (развод 1725) графиня Йохана София фон Хоенлое-Лангенбург
∞ 1725 Мария Анна Виктория фон Гал (1707 – 1760)
- Карл Херман (* 1656; † 1657)
- Филип Ернст I фон Липе-Алвердисен (* 1659; † 1723)

∞ 1686 херцогиня Доротея Амалия фон Шлезвиг-Холщайн-Зондербург-Бек (1656 – 1739), дъщеря на Август Филип фон Шлезвиг-Холщайн-Зондербург-Бек